# Poliszintetikus nyelv
Poliszintetikus nyelvnek nevezik azokat a nagyon magas fokú jelentéstömörítést használó nyelveket, amelyben egyetlen, bonyolult morfémasorral fejeznek ki olyan tartalmakat, amelyeknek más nyelvekben szószerkezetek felelnek meg. A poliszintetikus nyelvek egyetlen szava tehát az analitikus és sok esetben a szintetikus nyelvekben egész mondatnak felelnek meg. A poliszintetikus nyelvek és az inkorporáló nyelvek között a gyakorlatban párhuzam vonható, mivel ilyen magas fokú jelentéstömörítésre az inkorporáló nyelvek képesek.
Példák poliszintetikus nyelvekre: több amerikai őslakos nyelv (oneida), Szibéria egyes régi nyelvei, inuit nyelvek (például szirenyiki, grönlandi), de a legtöbb formális nyelv is közel áll az inkorporáló típushoz.

## A poliszintetikus nyelvek elterjedése
- Szibéria
  - csukotko-kamcsatka nyelvek
  - ket (valószínűleg)
  - nivkh (feltehetően)
- Észak-Amerika
  - algokin nyelvek
  - kaddoa nyelvek
  - eszkimó-aleut nyelvek
  - irokéz nyelvek
  - nadene nyelvek
  - szalis nyelvek
  - sziú nyelvek („enyhén” poliszintetikus)
  - Wakashan nyelvek
  - yana
- Közép-Amerika:
  - maja nyelvek
  - totonák nyelvek
  - utó-azték nyelvek
  - Mixe-Zoquean nyelvek
- Dél-Amerika
  - Quechumaran nyelvek
  - tupi-guaraní nyelvek
  - sok amazóniai nyelv
  - Mapudungun
- Kaukázus
- Északnyugat („kétséges”)
- Dél-Ázsia
  - Munda nyelvek
- Óceánia
  - sok pápua nyelv (pl.: Awtuw, Yimas)
  - észak-ausztrál nyelvek (pl.: Bininj Gun-wok, Gunwinyguan, Ngalakgan, Rembarrnga, Tiwi)

## Példák
Az oneida indián „gnaglaslizaks” „szó” jelentése: „Keresek egy falut”.
A csukcsi poliszintetikus, inkorporáló és ragozó nyelvből:
Təmeyŋəlevtpəγtərkən.
t-ə-meyŋ-ə-levt-pəγt-ə-rkən
1.1. szám 1. személy.alany-nagy-fej-fáj-.1
'Tüzesen fáj a fejem.' (Skorik 1961: 102)
Ebben a mondatban 5:1 a szintézisindex és 3 inkorporáció szerepel.
A klasszikus ainu poliszintetikus, inkorporáló és ragozó nyelvből:
| Usaopuspe aejajkotujmasiramsujpa.                                                                            |                                              |
| usa-opuspe                                                                                                   | a-e-jaj-ko-tujma-si-ram-suj-pa               |
| various-rumors                                                                                               | 1-APL-visszaható ige-far-REFL-szív-sway-ITER |
| 'I keep swaying my heart afar and toward myself over various rumors.' (i.e., I wonder about various rumors.) |                                              |
| (Shibatani 1990: 72)                                                                                         |                                              |

Ez összesen 9 morféma, és 2 főnévbekebelezés az igébe.
A magyar nyelvben is előfordulhat majdnem teljes szerkezet, pl.: „pezsgőzhetnékem (van)” (azaz: „Szeretnék meginni egy pohár pezsgőt.”). Ez azért nem tökéletes példa, mert nincs benne állítmány, így nem teljes mondat, másrészt félrevezető, mert a szófajváltás és a grammatikalizáció sokkal sajátosabb jellemzője.